# أسترة بينية للدهن
الأسترة البينية (أو التأستر البيني)  للدهون هي عملية يتم فيها تحوّل الأحماض الدهنية من جزيء ثلاثي الغليسيريد إلى آخر. ويتم ذلك بصفة عامة لتعديل نقطة الانصهار، وبطء عملية إزالة الرواسب وخلق زيت أكثر ملاءمة للقلي العميق أو صنع المارجرين بطعم جيد ومحتوى منخفض من الدهون المشبعة. وهي ليست نفس الهدرجة الجزئية التي تنتج الأحماض الدهنية غير المشبعة، ولكن الدهون المتداخلة المستخدمة في صناعة الأغذية يمكن أن تأتي من الدهون المهدرجة، من أجل البساطة والاقتصاد.
| انواع الدهون في الطعام |
| --- |
| - الدهون المشبعة - دهون غير مشبعة - الدهون الأحادية غيرالمشبعة - ω−7 - ω−9 - الدهون المتعددة غير المشبعة - ω−3 - ω−6 - دهن تقابلي - الدهون البينية |
| انظر ايضاً |
| - الأحماض الدهنية - الأحماض الدهنية الأساسية - الأحماض الدهنية الأساسية مشروطة - ثلاثي الغليسريد - كولسترول                                        |

## الكيمياء
تتكون الدهون مثل زيت الصويا بشكل رئيسي من الدهون الثلاثية المتنوعة المكونة من العمود الفقري الغليسيري الذي يتستر إلى ثلاثة جزيئات حمضية دهنية. تحتوي الدهون الثلاثية على خليط من الأحماض الدهنية المشبعة، والدهون الأحادية غير المشبعة، والدهون غير المشبعة المتعددة. ويتم إجراء الأسترة البينية عن طريق مزج الزيوت المرغوبة ومن ثم إعادة ترتيب الأحماض الدهنية فوق العمود الفقري الغليسيري مع-على سبيل المثال - مساعدة المحفزات أو إنزيمات الليبيز. الأحماض الدهنية المتعددة غير المشبعة (PUFAs) تقلل من درجة انصهار الدهون بشكل كبير. يكون ثلاثي الجليسريد المحتوي على ثلاثة أحماض دهنية مشبعة- بشكل عام -صلبًا في درجة حرارة الغرفة وليس مرغوبًا للعديد من التطبيقات. إعادة ترتيب هذه الدهون الثلاثية بالزيوت التي تحتوي على أحماض دهنية غير مشبعة تقلل من نقطة الانصهار وتخلق الدهون مع خصائص أكثر ملاءمة للمنتجات الغذائية المستهدفة. بالإضافة إلى ذلك، فإن مزج الزيوت بين الأعراق بالزيوت السائلة يسمح بتقليل الأحماض الدهنية المشبعة في العديد من المنتجات الغذائية الخالية من الأحماض الدهنية. يمكن فصل الدهون البينية من خلال التبلور المتحكم فيه، والذي يسمى أيضًا بالتجزؤ.

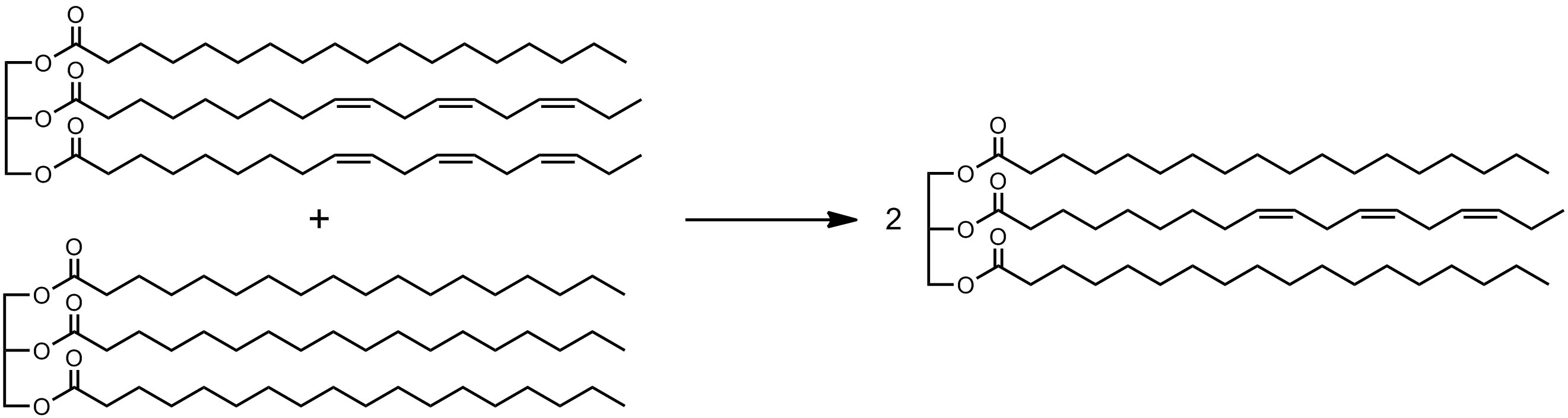
مثال على التبادل الإستيري: يوجد ثلاثي الغليسيريد مع اثنان من بقايا PUFA (حمض اللينولينيك)و واحد مشبع خاضع لعملية التبادل الإستيري تجاه جزيئين يحتويان على بقايا PUFA واحدة لكل منهما.

في الزيوت النباتية غير المشبعة، يتم العثور على PUFA عادة في الموضع الأوسط (sn2) على الجلسرين. لا يوجد عادة حامض دهني في sn2 في الزيوت النباتية المستخدمة في نظام غذائي الإنسان.

### الفرضيات
في معظم الدهون الغذائية النباتية، يحتوى حمض النخيل (C16: 0) وحمض الإستيريك (C18: 0) بشكل رئيسي على الموقعين 1 و 3 من جزيء ثلاثي الغليسريد triacylglycerol ، في حين أن الأحماض الدهنية غير المشبعة مثل حمض الأوليك (18:1ω9) أو حمض اللينوليك (18:2ω6)عادة ما تحتل وضع 2. في الدهون الحيوانية، هذا ليس هو الحال، فسيؤدي التبادل بين الزيوت النباتية إلى تعزيز كمية الأحماض الدهنية المشبعة في وضع 2. الأحماض الدهنية في وضع 2 تختلف بيولوجياً من الأحماض الدهنية في موقع 1 و 3 لأنه يتم التعامل معها بشكل مختلف أثناء عملية الهضم والتمثيل الغذائي، ومسألة علمية ذات الصلة هي ما إذا كانت هناك آثار صحية بعد ذلك. على الرغم من أن هذا السؤال لم يلق سوى القليل من الاهتمام في الدهون الغذائية والبحوث الصحية، إلا أن هناك عددًا من دراسات التدخل البشري الخاضعة للرقابة والتي تناول تلك المواضيع.
في الدراسات التي تتناول التأثيرات الصحية للاستراثات على هذا النحو، إذا أظهرت الحمية الغذائية تغيرات مشابهة في ملامح الدهون في الدم الناتجة (أي ليست مختلفة عن بعضها البعض)، فإن هذا يشير إلى أنه لا يمكن معالجة تأثيرات التداخلات البينية بشكل صحيح إذا كان للدهون المستخلص من الاستروجين تركيبات مختلفة من الأحماض الدهنية.

### الدراسات الفردية
زوك وآخرون قارنوا تأثيرات اختبار (IE) مع نسبة 40٪ C16: 0 على وضع 2 مع اختبار الدهون غير المتصاعد مع 6.5٪ C16: 0 على وضع 2 في دراسة النظام الغذائي لمدة 3 أسابيع. على الرغم من المآخذ العالية للغاية والفرق الملحوظ في توزيع الموضعية، لم تلاحظ أي آثار ذات دلالة إحصائية على شحوم الدم الصيام في المجموعة ككل. نستل وآخرون  قاموا بفحص تأثيرات IE مزيج الدهون مع نسبة 25٪ C16:0 على وضع 2 مع مزيج الدهون الأصلي مع 9٪ فقط C16:0 على، وضع 2 .أيضا ً، على الرغم من ارتفاع مستوى الاستيعاب والفرق الواضح في التوزيع الموضعي للدهون المغذية، لم تلاحظ أي آثار على صيام الدم. فحص ماير ووستسترات آثار التداخل، باستخدام مادة صلبة «حقيقية» كما هو مطبق في الأطعمة. احتوى مزيج الدهون IE أكثر C16: 0 على وضع 2 (18٪) من مزيج التحكم (7٪). لم تُظهرأي من مستويات الصيام من قياس نسبة الدهون في الدم بعد 3 أسابيع أي تغيير يتعلق بعلاج مزيج الدهون.كما لم تتأثرمستويات السكر في الدم أثناء الصيام.
في عام 1970، غراندي وآخرون استخداموا التبادل الإستيري لإعداد مزيج من الدهون والزيوت ومحاكاة تكوين الأحماض الدهنية من زبدة الكاكاو. لم يُلاحظ أي فرق بين مزيج الدهون بين الاستروجين وزبدة الكاكاو في مستويات الكولسترول الكلي في الدم الصائم.
مؤخرا، في دراسة مولها مجلس زيت النخيل الماليزي، سوندرام وآخرون قارنوا آثار ثلاثة أنواع من الدهون: زيت النخيل الأصلي، وهو مزيج من زيت فول الصويا المهدرج جزئيا ومزيج مستخلص من الزيوت. واستنتج الباحثون إلى أن كلا من مزيج IE ومزيج الدهون المهدرجة جزئيًا زاد من نسبة الصيام من LDL إلى كوليسترول HDL، مما يشير إلى وجود تأثير ضار على خطر الأمراض القلبية الوعائية. سوندرام وآخرون وجدوا أيضا أن ارتفاع مستويات الجلوكوز في البلازما كان أعلى بعد 4 أسابيع من بعد الوجبات الأخرى. وبالنسبة للدراسة بعد الأكل، كانت المساحة المتزايدة للجلوكوز تحت المنحنى (IAUC) بعد تناول وجبة IE أعلى بنسبة 40٪ من أي وجبة أخرى (p <0.001)، وارتبطت بالأنسولين الاكتئابي نسبيا و (C-peptide (p<0.05. وكما أشير في رسالة إلى محرر ديستالاتس وآخرون، فإن أحد القيود الرئيسية لدراسة سوندرام هو أن الأنظمة الغذائية تختلف في تركيب الأحماض الدهنية بشكل عام. الدهون البينية كانت تحتوي على أحماض دهنية أحادية غير مشبعة بنسبة 30٪ أكثر و 57٪ أقل من أحماض النخيل غير المعالجة. إن اتجاه التأثيرات على دهون الدم يتماشى مع ما يمكن التنبؤ به بناءً على هذه الاختلافات في محتوى الأحماض الدهنية بين الحميات الدراسية (Mensink 2003).
قام بيري وآخرون بدراسة حديثة أخرى لمقارنة زبدة الشيا (3% C18:0 on the 2-position) بزبدة شيا التبادل الإستيري (23% C18:0 on the 2-position)، مع الحفاظ على تركيبة الأحماض الدهنية بشكل عام -من الوجبات الغذائية - ثابتة. لم تجدت هذه الدراسة أي آثار للتبادل الإستيري على مستويات الصيام من الدهون في الدم، الجلوكوز والأنسولين. وهذا يتوافق مع عدد من دراسات التدخل البشري الأخرى.
درس كريستوف وآخرون تأثيرالتبادل الإستيري بين زيوت الزبدة. في دراسة تجريبية صغيرة، لاحظوا انخفاض مستوى الكوليسترول الكلي في الدم بنسبة 11٪ بعد التبادل الإستيري. ومع ذلك، في دراسة أكبر ومصممة بشكل أفضل، لم يتمكن نفس المؤلفين من إعادة إنتاج تأثيرات انخفض الكولسترول.